# Takuma Nakajima
Takuma Nakajima (japanisch 中島 拓真 Nakajima Takuma; * 3. April 1995 in der Präfektur Tochigi) ist ein ehemaliger japanischer Fußballspieler.

## Karriere
Nakajima erlernte das Fußballspielen in der Jugendmannschaft von Tochigi SC und der Universitätsmannschaft der Landwirtschaftsuniversität Tokio. Seinen ersten Vertrag unterschrieb er 2018 bei Azul Claro Numazu. Der Verein aus Numazu spielte in der dritthöchsten Liga des Landes, der J3 League. Für Numazu absolvierte er ein Drittligaspiel. Im Februar 2020 wechselte er nach Miyazaki zum Viertligisten Honda Lock SC. Nach 63 Ligaspielen beendete er nach der Saison 2024 seine Karriere als Fußballspieler.